# Уру (народ)
Уру (урос) — индейский народ, проживающий в Боливии и Перу на территориях, прилегающих к озеру Титикака, а также на плавучих тростниковых островах, непосредственно на поверхности озера. Сегодня имеется 92 таких острова (по другим сведениям, 40—60), которые уру традиционно строят из тростника тотора, в изобилии растущего на берегах Титикака. Из более чем 3000 уру, на плавучих островах сегодня проживает лишь несколько сотен человек, остальные перебрались на сушу.

## Образ жизни
Построение островов из тростника является важной частью культуры уру. Основным средством сообщения с большой землёй и между островами служат тростниковые лодки. Сегодня имеется 92 таких острова (по другим сведениям, 40—60), которые уру традиционно строят из тростника тотора, в изобилии растущего на берегах Титикака. Из более чем 3000 уру, на плавучих островах сегодня проживает лишь несколько сотен человек, остальные перебрались на сушу.
Сегодня тростниковые острова привлекают множество туристов.
Солнечные панели на некоторых островах позволяют уру использовать телевизоры и некоторые другие электроприборы. Имеются также начальные школы, однако для дальнейшего образования детям приходится посещать сушу, главным образом город Пуно.

## История
Изначально острова имели защитно-оборонительную функцию, так как в случае возникновения угрозы они могли быть перемещены в другое место. Самый крупный остров имеет сторожевую башню, полностью построенную также из тростника. Уру вели торговлю с народом аймара, проживающем на берегах озера, и постепенно перенимали их язык, так что на родном языке народа — уру, — сегодня говорят лишь несколько человек. Во время завоевания территорий вокруг озера Титикака империей инков, народу уру приходилось платить дань. Зачастую они также становились рабами более воинственных соседей.
Наверное, инки так никогда и не обнаружили бы плавучие острова. Но однажды племя Аймару после очередного сражения решило скрыться от инков, уплыв в заросли Титикаки. Инки в ходе поиска беглецов обнаружили опальных Уру, и обложили их данью.
Затем пришли испанские конкистадоры, и империя инков пала. Племена уру снова стали свободными, но уклад их жизни так и остался прежним.